# ゴルボドゥゴ
ゴルボドゥゴ（Gorboduc 、ウェールズ語：Gorwy、 Goronwy）は、年代記編纂者ジェフリー・オブ・モンマスの『ブリタニア列王史』に語られている、ブリトン人の伝説的王である。
彼はユドンと結婚した。

年老いたとき、彼の息子フェレックスとポレックスが王国の継承権をめぐって争った。ポレックスはフェレックスを待ち伏せて殺そうとしたが、フェレックスはフランスへ逃亡した。フランク人の王スハルドゥスを伴い、フェレックスはブリテンへ侵攻した。しかし敗北し、ポレックスに殺された。ポレックスは弟を愛した母の復讐のために殺された。そして上流階級が彼の母親を殺し、その後上流階級と下流階級との間で戦争が起き、社会は混沌に包まれた。
この無政府状態はゴルボドゥゴを非難する内戦を引き起こした。
ジェフリーは彼がいつ亡くなったかを述べていないが、彼の息子たちの間に起きた闘争の後はゴルボドゥゴに関する記述をしていない。

## 文化への影響
ゴルボドゥゴの人生は1561年に上演された『ゴーボダック』の題材となっている。この演劇はシェイクスピアの『リア王』や『タイタス・アンドロニカス』など、後のエリザベス朝演劇のモデルとなっている点で歴史的に重要である 。また、これはイギリスで初めて無韻律（ブランクヴァース）が使われた演劇でもある。彼の祖先であるブリテンのレイアがモデルとなった『リア王』のように、この話はエリザベス朝の人々が内戦の危険性を警告するために使われた。
「ゴルボドゥゴのの姪（A niece of King Gorboduc）」はシェイクスピアの『十二夜』で道化師が簡単に言及している。
「ゴルボドゥゴ（Gorboduc）」はジョン・アッシュベリーの詩集『April Galleons』（1987年）の中の一つの詩の名前である。